# Formação Ojo Alamo
A Formação Ojo Alamo é uma formação geológica no Novo México que abrange a fronteira Mesozóica/Cenozóica. Fósseis de dinossauros não aviários foram identificados de forma controversa em leitos dessa formação datados após o evento de extinção do Cretáceo-Paleogeno, mas isso foi explicado como identificação incorreta dos leitos em questão ou como fósseis retrabalhados, fósseis erodidos de leitos mais antigos e depositados novamente em as camas mais novas.

## História
A formação foi nomeada pelo paleontólogo Barnum Brown em 1910 para exposições perto das nascentes de Ojo Alamo na Bacia de San Juan. Baltz et al. reatribuíram os leitos inferiores à Formação Kirtland em 1966, mas isso não foi geralmente aceito.

## Descrição
A Formação Ojo Alamo é dividida em duas subunidades separadas por uma grande discordância - uma lacuna no registro geológico. O membro Naashoibito inferior (às vezes considerado parte da Formação Kirtland) foi depositado durante o estágio Maastrichtiano do período Cretáceo, especificamente entre cerca de 69-68 milhões de anos atrás. Ele recobre o membro De-na-zin da formação Kirtland, embora os dois estejam separados por outra grande discordância que abrange um período de tempo geológico equivalente a 73-69 milhões de anos atrás. Todos os fósseis de dinossauros provavelmente vêm desta unidade.
A unidade superior da Formação Ojo Alamo é o Membro Kimbeto, que foi depositado principalmente durante o início do Cenozóico (estágio Daniano do período Paleogeno), entre 66 e 64 milhões de anos atrás.

## Fósseis
Restos de dinossauros estão entre os fósseis que foram recuperados da formação, embora todos os restos de dinossauros venham da parte mais baixa da formação, o membro Naashoibito (às vezes considerado parte da Formação Kirtland, que data do final do estágio Maastrichtiano do período Cretáceo.
Alguns pesquisadores afirmaram ter encontrado restos isolados de dinossauros não aviários no membro Kimbeto mais jovem. Se for esse o caso, representaria a única instância conhecida de uma população de dinossauros não aviários que persistiu após o evento de extinção Cretáceo-Paleogeno. No entanto, a maioria dos cientistas considera que estes foram mal interpretados estratigraficamente ou retrabalhados a partir do antigo membro Naashoibito.